# Artena submira
Artena submira är en fjärilsart som beskrevs av Walker 1858. Artena submira ingår i släktet Artena och familjen nattflyn. Inga underarter finns listade i Catalogue of Life.